# Thaumatographe variegata
Thaumatographe variegata är en fjärilsart som beskrevs av George Thomas Bethune-Baker 1908. Thaumatographe variegata ingår i släktet Thaumatographe och familjen mätare. Inga underarter finns listade i Catalogue of Life.